# Гитлин, Тодд
Тодд Алан Гитлин (Todd Alan Gitlin; 6 января 1943, Манхэттен, Нью-Йорк — 5 февраля 2022, Питсфилд, Массачусетс) — американский социолог, а также политический активист, литератор и публичный интеллектуал. Наиболее известен как медиа-аналитик; историк культуры. Доктор философии (1977), профессор Колумбийского университета (с 2002), перед чем профессор в Нью-Йоркском университете и Калифорнийском университете в Беркли. Наиболее известная книга — частичная автобиография «Шестидесятые: годы надежды, дни ярости» (1987).

## Биография
Родился в либеральной еврейской семье; его отец преподавал историю в средней школе. Учился в государственных школах в Нью-Йорке, после окончания Bronx High School of Science изучал математику в Гарвардском университете и окончил его в 1963 году. Затем получил степень магистра политологии в Мичиганском университете (1966) и степень доктора философии по социологии в Калифорнийском университете в Беркли. На основе диссертации выпустил свою первую книгу «Весь мир наблюдает: массовые медиа в создании и разрушении новых левых».
Преподавал в Беркли (1978-94) и Нью-Йоркском университете (1995—2002), после чего профессор журналистики и социологии в Колумбийском университете. В юные годы стал сооснователем и одним из первых (третьим) президентом Students for a Democratic Society (в 1963-64). Разочаровавшись в революционном радикализме указанной организации, продолжит вращаться в левых антивоенных кругах. Свою карьеру социолога начал, сосредоточившись на исследованиях СМИ. Автор мемуаров The Sixties: Years of Hope, Days of Rage (1987; перераб. ред. 1993). Также автор книг The Whole World Is Watching: Mass Media in the Making and Unmaking of the New Left (1980; перераб. ред. 2003), Inside Prime Time (1983; перераб. ред. 1994), The Twilight of Common Dreams: Why America Is Wracked by Culture Wars (1995), The Intellectuals and the Flag (2006) и Occupy Nation: The Roots, the Spirit, and the Promise of Occupy Wall Street (2012). Выпустил ряд романов и сборник стихов. Публиковался в The New York Times, The Los Angeles Times, Mother Jones, The New Republic, The New York Observer, Dissent и The New York Review of Books. Его первой женой была Nancy Hollander, а давним другом — Michael Kazin; боролся с рецидивом рака.